# ویژوال سی++

Visual C++ 6.0

ویژوال سی++ (به انگلیسی: Visual C++) یک محیط توسعه مجتمع (IDE) است که در مایکروسافت برای تسهیل کار برنامه‌نویسی به زبان سی یا سی++ طراحی و نوشته شده‌است. محیط ویژوال سی بخشی از مجموعه‌ای بزرگ‌تر به‌نام Microsoft Visual Studio است که اختصاصاً به سی می‌پردازد.
ویژوال سی مجموعهٔ به هم پیوسته‌ای است که تمامی زنجیرهٔ ابزار توسعهٔ برنامه را یکجا گرد آورده. زنجیرهٔ ابزار ذکر شده شامل ویرایشگر، کامپایلر، لینکر، ابزار میک، دیباگر و اسمبلر مخصوص ویژوال سی می‌باشد که هریک علاوه برداشتن خواص برنامه‌های قدیمی‌تر، دارای قابلیت‌های منحصر به فردی هم می‌باشند.
محیط ویژوال سی همانند بسیاری از محیط‌های برنامه‌سازی جدید مجهز به ویژگی ارزشمند خودتکمیلی است.
یکی از خصوصیات بارز ویژوال سی قابلیت اجرا بر روی ویندوزهای مختلف می‌باشد. همچنین با ویژوال سی می‌توان هم برنامه سطح پایین و هم برنامه‌های سطح بالا را طراحی کرد.

## تاریخچه
اسبق به ویژوال + + C در مایکروسافت + + C/ C نامیده می‌شد و در ویندوز۱٫۰ مایکروسافت QuickC 2.5 و یک QuickC وجود دارد.
ویژوال سی++ توکار، یا ++eMbedded Visual C یکی از محیط‌های طراحی نرم‌افزار محصول شرکت مایکروسافت بود که بر مبنای محیط مشابه برای رایانه شخصی، یعنی ویژوال سی، طراحی شد. این محیط جهت سهولت نوشتن و کامپایل برنامه برای ویندوز سی‌ایی (Windows CE، سیستم‌عامل شرکت مایکروسافت برای سامانه‌های توکار) در محیط ویندوز NT یا XP است. این نرم‌افزار قابلیت کراس کامپایل (Cross-Compile) از کامپیوتر شخصی بر روی بسیاری از سامانه‌های توکار شناخته شده یا سفارشی را دارا بود. این برنامه ابتدا با ابزارهایی که به نسخه ۶ افزوده شد جایگزین شد و سپس به عنوان محیطی جداگانه به ویژوال استودیو ۲۰۰۵ افزوده شد.

## نسخه ۱۶بیتی
مایکروسافت C 1.0، بر اساس شبکه C، اولین محصول مایکروسافت C در سال ۱۹۸۳ بود.
۲٫۰ اضافه شده پشتیبانی از مدل بزرگ در مایکروسافت است.
C 3.0 اولین نسخه توسعه یافته در داخل مایکروسافت بود. این بسیار سازگار با K & R و بعد از آن استاندارد ANSIاست. آن را در داخل مایکروسافت (برای ویندوز و Xenix توسعه) مورد استفاده قرار گرفت و در سال ۱۹۸۴ در اوایل. به عنوان یک محصول در سال ۱۹۸۵ عرضه شده‌است.
۵٫۰ بهینه‌سازی‌های حلقه‌ها و مدل‌های بزرگ (آرایه بزرگتر از 64K). مایکروسافت فرترن و اولین کامپایلر ۳۲ بیتی ۸۰۳۸۶ نیز بخشی از این پروژه است.
۵٫۱ در سال ۱۹۸۸ برای کامپایل برنامه برای OS / 2 1.x. منتشر شد.
۶٫۰ در سال ۱۹۸۹ منتشر شد. تجزیه و تحلیل جریان جهانی، مرورگر منبع، و دیباگرهای جدید، شامل اختیارات C.
C / + +C 7.0 در سال ۱۹۹۲ منتشر شد و ساخته شده‌است از پشتیبانی از+ + C و MFC 1.0
ویژوال+ + C 1.0، که شامل MFC 2.0 بود اولین نسخه از ویژوال+ + C، در فوریه سال ۱۹۹۳ منتشر شد. Cfront 2.1 سازگار و در دو ویرایش در دسترس بود. استاندارد - جایگزین برای ویندوز QuickC است.
حرفه‌ای - جایگزین C / C + + 7.0. شامل توانایی برای ساخت هر دو DOS و برنامه‌های کاربردی ویندوز، کامپایلر بهینه‌سازی، پیش فیلتر منبع، و ویندوز 3.1 SDK می‌باشد.
ویژوال+ + C 1.5 در دسامبر سال ۱۹۹۳ منتشر شد، شامل MFC 2.5، و OLE 2.0 و پشتیبانی از ODBC به MFC. این اولین نسخه از ویژوال+ + C است که فقط بر روی CD-ROM آمد. ویژوال+ + C 1.51 و ۱٫۵۲ بود به عنوان بخشی از یک سرویس اشتراک در دسترساست.
ویژوال + + C 1.52b شبیه به ۱٫۵۲ است، اما کنترل کیت توسعه را شامل نمی‌شود.
ویژوال + +C 1.52c نسخه وصله از ۱٫۵ بود. این آخر و مسلماً محبوب‌ترین پلت فرم توسعه برای مایکروسافت ویندوز3.xاست.

## نسخه‌های ۳۲ بیتی
ویژوال+ + C2.0، که شامل MFC 3.0، اولین نسخه ۳۲ بیتی بود. در بسیاری از جهات، این نسخه جلوتر از زمان خود بود، از ویندوز ۹۵، موسوم به «شیکاگو»، هنوز رتبه دهی نشده‌است منتشر شد، و از آنجا که نا به حال ویندوز NT سهم کوچکی در بازار بوده‌است. در نتیجه، این نسخه تقریباً «نسخه از دست رفته» است. مایکروسافت و به روزرسانی ویژوال+ + C 1.5 به عنوان بخشی از 2.x آزاد تا ۲٫۱، که شامل ویژوال+ + C 1.52، و هر دو نسخه ۱۶ بیتی و ۳۲ بیتی از کیت کنترل توسعه (CDK) مورد بررسی قرار گرفتند. ویژوال C+ + 2.x نیز از توسعه Win32s حمایت شده‌است. این از طریق شبکه مایکروسافت دردسترس است. توسعه دهنده. ویژوال+ + C 2.0 RISC نسخه برای پردازنده‌های MIPS و آلفا، و نیز به عنوان یک نسخه کراس پلت فرم برای مکینتاش (۶۸٬۰۰۰ مجموعه دستورالعمل).
ویژوال+ + C 2.1 و ۲٫۲ به روزرسانی برای ۲٫۰ در دسترس از طریق اشتراک بودند.
ویژوال+ + C 4.0، منتشر شده در ۱۹۹۵/۱۲/۱۱ که شامل MFC 4.0، برای ویندوز ۹۵ و ویندوز NT طراحی شده‌است. برای اجازه دادن به حمایت از پروژه‌های میراث (ویندوز 3.x/DOS)، ۴٫۰ بود همراه با ویژوال+ + C 1.52 نصب CD. به روزرسانی در دسترس از طریق اشتراک ویژوال+ + C 4.1، آمد که با مایکروسافت بازی SDK (که بعداً به‌طور جداگانه به عنوان از DirectX SDK منتشر شد)، و Visual + + C 4.2. شماره نسخه ۳٫۰ برای دستیابی به شماره نسخه برابری بین ویژوال+ + C 4.0 و MFC 4.0 صرفنظر شد.
ویژوال+ + C 5.0، که شامل MFC 4.21 در ۱۹۹۷/۰۴/۲۸ منتشر شد، یک ارتقاء عمده‌ای از ۴٫۲ بود در چهار نسخه در دسترس است.

## آموزش

### سازمانی
RISC
ویژوال+ + C 6.0 (که عموماً به عنوان VC6 شناخته می‌شود)، که شامل 6.0 MFC، در سال ۱۹۹۸ از زندان آزاد شد. آزادی تا حدودی بحث‌برانگیز بود، از آن شامل بروزرسانی انتظار می‌رود به MFC. ویژوال C + + 6.0 هنوز کاملاً مردمی و اغلب مورد استفاده قرار گیرد برای حفظ پروژه‌های میراث است. وجود دارد با این حال، با مسائل، به خصوص این نسخه تحت ویندوز XP در حالت اشکال زدایی (برای مثال، مقادیر متغیرهای استاتیک نمایش داده نمی‌شود). ۱۲٫۰۰٫۸۸۰۴: مسائل مربوط به اشکال زدایی را می‌توان با یک پچ به نام «بصری+ + C 6.0 پردازنده بسته»
ویژوال C + +. NET 2003 (همچنین به ویژوال+ + C 7.1 شناخته می‌شود)، که شامل MFC 7.1 بود، در سال ۲۰۰۳ همراه با Framework 1.1 منتشر شده و ارتقاء به ویژوال+ + C. NET 2002 بود. این پچ به ویژوال + +C. NET 2002 در نظر گرفته شد. بر این اساس، زبان انگلیسی نسخه ارتقا از ویژوال استودیو دات نت ۲۰۰۳ برای کمترین هزینه به صاحبان نسخه زبان انگلیسی از ویژوال استودیو عرضه شده‌است. NET 2002. این نسخه برای پشتیبانی از ویندوز ۹۵ و NT 4.0 به عنوان یک هدف بود
نسخه SP1 نیز به روزرسانی برای ویندوز ویستا در ویندوز مایکروسافت SDK در دسترس است. شماره نسخه: ۱۴٫۰۰٫۵۰۷۲۷٫۷۶۲
ویژوال C + + 2008 (همچنین به ویژوال C + + 9.0 شناخته می‌شود) در نوامبر ۲۰۰۷ منتشر شد. این نسخه پشتیبانی NET 3.5. مدیریت C + + CLI هنوز هم در دسترس از طریق گزینه‌های کامپایلر. به‌طور پیش فرض، تمامی برنامه‌ها در برابر ویژوال کامپایل شده C + + 2008 runtimes و (استاتیک و اتصال پویا) تحت ویندوز ۲۰۰۰ کار و بعد از آن است. بسته ویژگی‌های منتشر شده برای VC9، بعد به SP1 گنجانده شده، اضافه شده پشتیبانی از C + + TR1 ضمیمه‌ها کتابخانه موجود است. نسخه SP1 در مایکروسافت ویندوز SDK برای ویندوز ۷ نیز در دسترس است. شماره نسخه: ۱۵٫۰۰٫۳۰۷۲۹٫۰۱
ویژوال C + + 2010 (همچنین به ویژوال C + + 10.0 شناخته می‌شود) در تاریخ ۱۲ آوریل ۲۰۱۰ منتشر شد. آن با استفاده از پایگاه داده سرور SQL فشرده به ذخیره اطلاعات در مورد کد منبع، از جمله اطلاعات، IntelliSense در، IntelliSense در بهتر و پشتیبانی کد، تکمیل است.
ویژوال C + + 2012 (همچنین به ویژوال C + + 11.0 شناخته می‌شود) در ۱۵ آوریل ۲۰۱۲ منتشر شد و از آن است که در حال حاضر آخرین نسخه پایدار. نسخه RTM شماره: ۱۷٫۰۰٫۵۰۷۲۷٫۱

## نسخه‌های ۶۴ بیتی
ویژوال استودیو ۲۰۰۵ نسخه استاندارد و حرفه‌ای پشتیبانی از معماری x86-64 و کامپایلر ویژوال استودیو ۲۰۰۸ تیم سوئیت پشتیبانی از هر دو معماری x86-64 و IA-64. قبل از ویژوال + + C 2005، بسترهای نرم‌افزاری SDK تنها راه برای برنامه نویسان به منظور توسعه برنامه‌های کاربردی ویندوز ۶۴ بیتی بود.SDK شامل کامپایلر و ویژوال + + C 6.0 کتابخانه A64. برنامه نویسان نسخه‌های ۶۴ بیتی ویژوال+ + C. NET 2003 کتابخانه‌ها (که دیگر در دسترس نیست) که می‌خواستند به حال برای تماس با مایکروسافت از طریق یک آدرس ایمیل خاص است.

## نسخه کنونی
سیزده نسخه از ویژوال+ + C در دسترس وجود دارد:
- مایکروسافت ویژوال+ + C2008 Express Edition
- مایکروسافت ویژوال+ + C 2010 Express Edition (در دسترس به عنوان دانلود رایگان در سایت MSDN)
- مایکروسافت ویژوال استودیو ۲۰۱۰ حرفه‌ای
- مایکروسافت ویژوال استودیو ۲۰۱۰ تیم بنیاد
- مایکروسافت ویژوال استودیو ۲۰۱۰ حق بیمه
- مایکروسافت ویژوال استودیو ۲۰۱۰ نهایی
- مایکروسافت ویژوال استودیو ۲۰۱۲ حرفه ای
- مایکروسافت ویژوال استودیو ۲۰۱۳ حرفه ای
- مایکروسافت ویژوال استودیو ۲۰۱۳ تیم، شرکتی
- مایکروسافت ویژوال استودیو ۲۰۱۵ حرفه ای
- مایکروسافت ویژوال استودیو ۲۰۱۵ تیم، شرکتی
- مایکروسافت ویژوال استودیو ۲۰۱۷ حرفه ای
- مایکروسافت ویژوال استودیو ۲۰۱۷ تیم، شرکتی

ویژوال + + C در ویژوال استودیو گنجانده شده‌است.
ویژوال+ + C با نسخه‌های مختلف از کتابخانه‌های C در زمان اجرا است. این به این معنی است که کاربر می‌تواند کدهای خود را با هر یک از کتابخانه‌های موجود تدوین است. با این حال این می‌تواند برخی از مشکلات که با استفاده از اجزای مختلف (DLLها، EXE) را در همان برنامه می‌شود. نمونه برنامه با استفاده از کتابخانه‌های مختلف می‌باشد. کاربر باید C همان زمان اجرا برای تمام اجزای این برنامه استفاده کنید مگر اینکه مفاهیم درک شده‌است. مایکروسافت با استفاده از توصیه‌های multithreaded، کتابخانه‌های پیوند پویا (/ MD / MDD کامپایلر گزینه) برای جلوگیری از مشکلات احتمالی است
با وجودی که این محصول به عنوان یک IDE برای زبان برنامه‌نویسی C، پشتیبانی کامپایلر که زبان مطابق به نسخه اصلی منسوخ استاندارد C، دوستیابی از سال ۱۹۸۹ است. بعد از تجدید نظر استاندارد، C99 و C11، هنوز هم پشتیبانی نمی‌کند.